# Echter Voetbal Vereniging
EVV, é a abreviação de Echter Voetbal Vereniging, é um clube de futebol holandês de Echt-Susteren, Limburg . Suas cores são azul e branco.
O clube foi fundado em 26 de junho de 1926 e joga na Derde Divisie ; o quarto nível da pirâmide do futebol holandês . Eles foram uma das equipes a participar da primeira temporada da recém-criada liga Topklasse em 2010-11.

## História

### Primeiros anos
A história do clube esportivo começou em 1908, quando foi fundado o clube EVV Sparta. Em 1925, este clube faliu. Um ano após a falência do EVV Sparta, o EVV Echt foi fundado. O clube foi fundado no antigo Oranjehotel na Jodenstraat. O primeiro jogo foi disputado em 24 de outubro de 1926, quando o EVV perdeu por 2–4 para Helden.
Em 1931, o EVV conquistou um campeonato pela primeira vez. O clube também se mudou para o Nieuwe Markt. O sucesso foi novamente alcançado em 1940. O "Baron de Vexela Coupe" foi ganho pelo EVV. Durante os anos de guerra, quase não se jogou futebol, e o EVV jogou na chamada "Competição de Emergência".

### Hoofdklasse (2003–10)
Na temporada 2003-04, o EVV foi coroado campeão na Eerste Klasse D e, pela primeira vez na história do clube, foi promovido à liga mais alta do futebol amador; de Sunday Hoofdklasse B. A partir da temporada 2004-05, o EVV começou a jogar continuamente nessa divisão. Na temporada 2005-06, o EVV venceu a final no distrito South II sobre JVC Cuijk para ganhar a copa distrital por 4-0. O EVV também alcançou a final nacional do futebol amador na mesma temporada, mas perdeu por 1–3 para o ASWH . O objetivo na temporada 2009-10 era a promoção ao recém-formado Topklasse . Isso foi alcançado no último dia da competição, ao vencer o jogo fora de casa contra o RKSV Schijndel por 0–3. Isso resultou no EVV terminando em 3º lugar.

### Topklasse e Derde Divisie (2010–presente)
A primeira temporada na Topklasse (2010-11) terminou em nono lugar. O objetivo, manter a posição na Topklasse, foi assim alcançado já a seis jornadas do final da competição. A segunda temporada na Topklasse (2011–12) foi ainda melhor. Em parte graças a uma série final muito forte (apenas uma derrota nas últimas onze partidas), o EVV encerrou a temporada na sexta colocação. Na temporada 2012–13, Leo Beckers assumiu o cargo de técnico principal do EVV. Depois de um começo difícil, as coisas melhoraram e o EVV terminou na quinta colocação. Na temporada seguinte, outro quinto lugar foi alcançado (com um número recorde de pontos de 52), uma saída da terceira rodada na Copa KNVB e uma vaga final na copa distrital garantiu que a temporada 2013-14 se tornasse a mais bem-sucedida da história do clube. Além disso, o goleiro Michel Vercruysse foi eleito o Melhor Goleiro da Topklasse de domingo após o final daquela temporada.